# Trissernis
Trissernis là một chi bướm đêm thuộc họ Noctuidae.

## Các loài
- Trissernis greeni Holloway, 1977
- Trissernis ochrochlora Turner, 1902
- Trissernis prasinoscia Meyrick, 1902